# Tomás Estrada Palma
Tomás Estrada Palma   (Bayamo, 9 de juliol de 1835 - Santiago de Cuba, 4 de novembre de 1908) va ser un professor, militar i polític cubà.
Durant la Guerra de Cuba va ser President de la República en Armes entre el 29 de març de 1876 i el 19 d'octubre de 1877. Després de la derrota d'Espanya, Estats Units atorgà certa independència a l'illa, però reorganitzà políticament el nou territori annexat i hi imposà un govern militar.
Més tard, es convoca a una Assemblea Constituent i el 20 de maig de 1902 s'estableix la primera constitució, i Estrada esdevé el primer President de la República de Cuba. El 1906 es presentà a les eleccions on sortí reelegit, les protestes l'obliguen a renunciar i els Estats Units intervingueren de nou l'illa.
Va morir a Santiago de Cuba, el 8 de novembre de 1908. La seva dona va ser l'hondurenya María Genoveva de Jesús Guardiola Arbizú, filla del President d'Hondures el general José Santos Guardiola.